# Línea Maginot
La línea Maginot (en francés: ligne Maginot) fue una muralla fortificada y de defensa construida por Francia a lo largo de su frontera con Alemania e Italia, después del fin de la Primera Guerra Mundial. La locución «línea Maginot» se usa indistintamente para referirse al sistema completo de fortificaciones, o exclusivamente para referirse a las defensas contra Alemania, en cuyo caso las defensas contra Italia suelen llamarse línea Alpina. Sin embargo, desde la Segunda Guerra Mundial, son el símbolo de la derrota francesa de 1940.
Este sistema debe su nombre a su promotor, el ministro de Defensa francés André Maginot, un veterano mutilado durante la Primera Guerra Mundial que inició el proyecto en 1922 y murió en 1932 sin ver terminada la obra. El proyecto, que en principio debía ir del mar del Norte hasta el Mediterráneo, terminaría dejando la frontera belga sin protección suficiente.
La parte esencial de los trabajos se finalizó en 1936, en momentos en que la amenaza hitleriana parecía justificar el proyecto: es la mayor línea de defensa militar construida en el mundo moderno, y de una gran complejidad tecnológica y militar. La muralla comprende 108 fuertes principales a 15 km de distancia entre sí además de multitud de pequeños fortines.
La línea Maginot era invulnerable a bombardeos aéreos y al fuego de tanques. Contaba con ferrocarriles subterráneos como refuerzo. También contaba con unas habitaciones de vanguardia para las tropas de guarnición, que disponían de aire acondicionado y comedores para su comodidad. Oficiales franceses y británicos habían previsto los límites geográficos de la Línea Maginot, y  cuando Alemania invadió los Países Bajos y Bélgica, llevaron a cabo planes para formar un frente agresivo que atravesara Bélgica y conectara con la Línea Maginot.
Sin embargo, la línea francesa era débil cerca de las Ardenas. El general Maurice Gamelin, al redactar el Plan Dyle, creía que esta región, con su terreno accidentado, sería una ruta de invasión improbable para las fuerzas alemanas, pues si se atravesaba, se haría a un ritmo lento que daría tiempo a los franceses a reunir reservas y contraatacar. El ejército alemán, tras reformular sus planes a partir de una repetición del plan de la Primera Guerra Mundial, se dio cuenta de este punto débil del frente defensivo francés y lo explotó. Un rápido avance a través del bosque y a través del río Mosa rodeó a gran parte de las fuerzas aliadas, lo que provocó que una cantidad considerable de tropas tuvieran que ser evacuadas en Dunkerque y dejó a las tropas del sur incapaces de oponer una resistencia eficaz a la invasión alemana de Francia.
Prácticamente indemne tras el fin de la Segunda Guerra Mundial en Europa, hoy ofrece al visitante varias fortificaciones como, por ejemplo, los fuertes de Guentrange, Hackenberg y Simserhof.

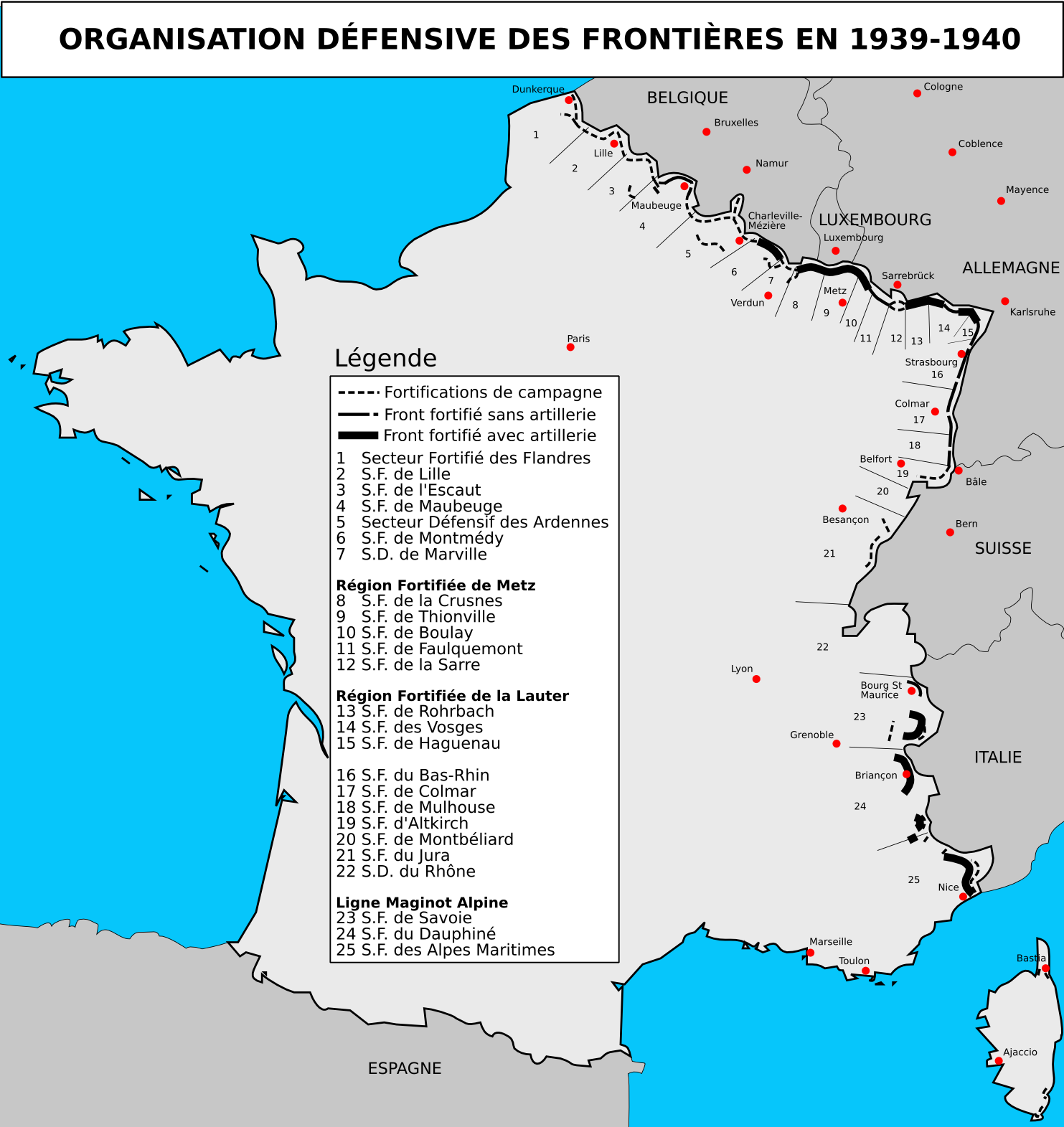
Mapa de las fortificaciones francesas, incluyendo la «línea Maginot».

Defensas que componían la línea.

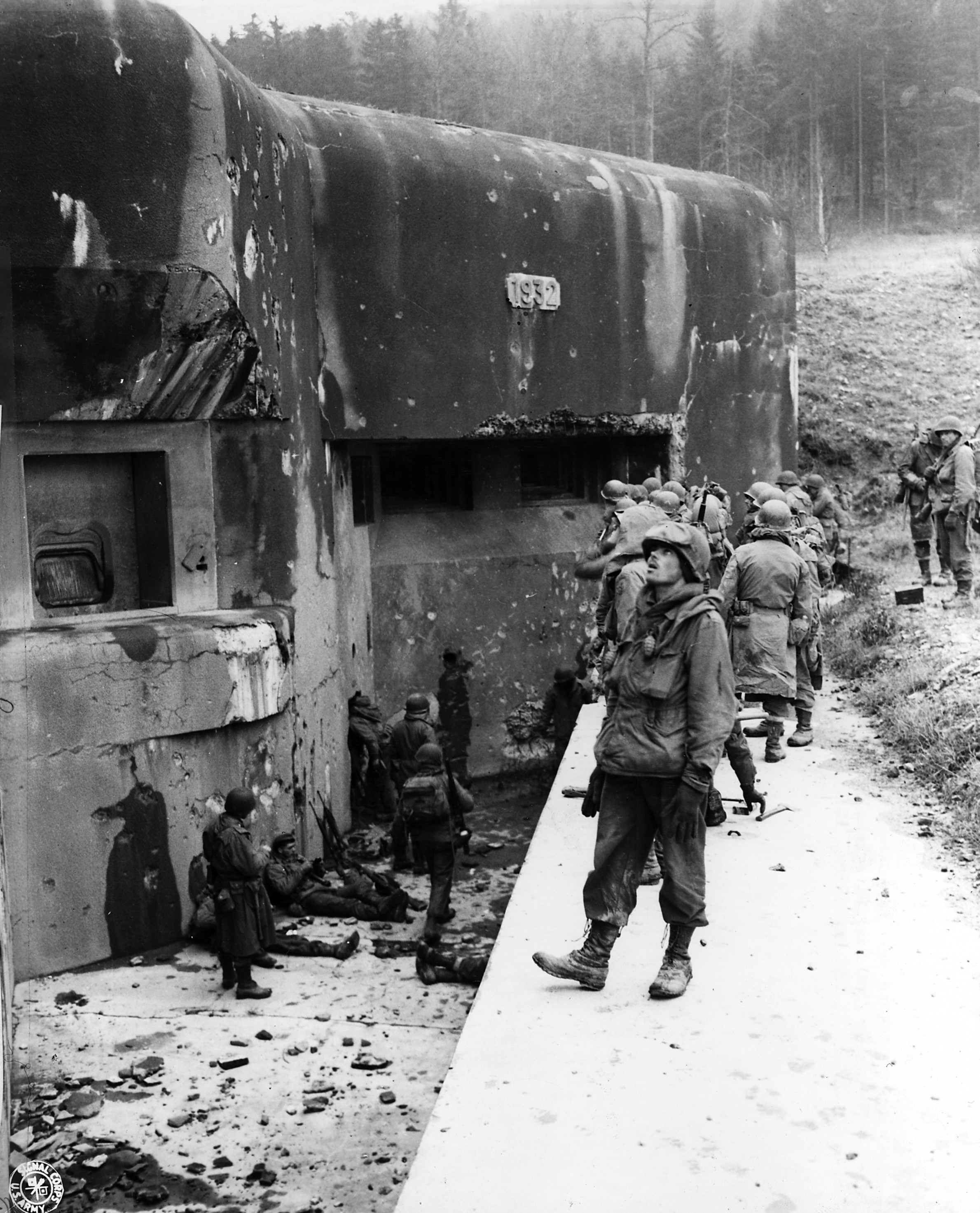
Búnker de la línea Maginot capturado por soldados estadounidenses en 1944.

## Objetivos de la línea Maginot
Estas fortificaciones dotaban a Francia de las siguientes ventajas:
- Economizar tropas y compensar los huecos militares causados por la Primera Guerra Mundial.
- Frenar a tiempo un posible ataque desde Alemania y permitir la movilización del Ejército francés de zonas más alejadas.
- Proteger las cuencas industriales y las minas de las regiones de Alsacia y Lorena, que ya habían sido objeto de lucha entre Alemania y Francia en anteriores conflictos.
- Servir de base a un posible contraataque.
- Disuadir un ataque enemigo sorpresa y obligar a los alemanes a pasar por Bélgica, por Suiza o bien por el boquete de la región del Sarre. Sin embargo, hay que tener en cuenta que los alemanes ya pasaron por Bélgica como acceso a Francia durante la Primera Guerra Mundial. De este modo conseguirían como aliado al Reino Unido, por ser protector de Bélgica.

## Proyecto y construcción
Los primeros proyectos de la línea Maginot vieron la luz poco después de acabar la Primera Guerra Mundial con la creación de Commission de Défense des Frontières (CDF) en 1922. Esta comisión, con el mariscal Pétain a la cabeza, estableció los primeros esbozos. Este organismo se disolvió en 1927 y fue suplido por la Commission d'Organisation des Régions Fortifiées (CORF). Esta última será el verdadero artífice de la construcción de la línea Maginot.
Los trabajos empezaron en 1928, no en la frontera alemana, sino en la italiana, pues el fascismo italiano provocaba más inquietud que la República de Weimar alemana (Hitler aún no había alcanzado el poder). Se necesitaron 16 años de trabajo, un millón y medio de m³ de hormigón y 150 000 toneladas de acero para construir los pasillos y las torretas de artillería en aproximadamente 500 km, desde la frontera suiza hasta Luxemburgo.
Las fortalezas fueron propuestas inicialmente por el mariscal Joffre. Se le opusieron modernistas como Charles de Gaulle, quienes propusieron que se favoreciera la inversión en armamento y aeronaves. Joffre tenía apoyo de Henri Philippe Pétain, y había un gran número de informes y de comisiones organizadas por el Gobierno. Fue André Maginot quien finalmente convenció al Gobierno que invirtiera en el proyecto. Maginot era otro veterano de la Primera Guerra Mundial, que se convirtió en el ministro francés de los asuntos del veterano, y después en ministro de Guerra (1928-1931).
La línea fue construida en varias fases a partir de 1930 por el STG (Service Technique du Génie) y supervisadas por CORF (Commission d'Organisation des Régions Fortifiées). La obra principal fue terminada en gran parte antes de 1939, con un costo de alrededor de 3000 millones de francos franceses.
La línea se alargó desde Suiza hasta Luxemburgo, aunque una extensión mucho más simple fue ampliada hasta el canal de la Mancha después de 1934. La línea original de construcción no cubrió el área elegida por los alemanes para su primer ataque, que fue a través de las Ardenas en 1940, un plan conocido como Fall Gelb. La ubicación de este ataque, probablemente debido a la línea Maginot, fue a través de las montañas belgas de las Ardenas.

## Error de estrategia
La línea no evitó la derrota de Francia al comienzo de la Segunda Guerra Mundial en 1940. Por el contrario, las divisiones alemanas la rodearon y atacaron en la región de Sedán, en su extremidad occidental, de forma que los ejércitos aliados fueron cortados en dos. El error estratégico francés se basaba en la experiencia de la guerra de trincheras, que había forjado un paradigma bélico de grandes frentes de batalla estáticos. La introducción de nuevos elementos en el escenario, como las unidades acorazadas o la aviación de guerra, así como el uso de nuevas tácticas, hicieron que la línea Maginot pasase a la historia como uno de los fracasos estratégicos más costosos e inútiles.
La línea podría haber cumplido con eficacia alguno de sus objetivos, especialmente reducir el número de tropas para guarecer la frontera, de haber prolongado su construcción hasta la zona boscosa de las Ardenas, desde donde conectarse con el sistema de fortificaciones belga —en particular el Fuerte Eben-Emael que en cualquier caso fue rápidamente conquistado por fuerzas aerotransportadas alemanas durante la batalla de Francia—. Sin embargo, las Ardenas eran consideradas como de fácil defensa debido a lo accidentado del terreno: una zona de bosques atravesada, además, por el río Mosa. Y finalmente no fue reforzada, lo que propiciaría la penetración alemana en la ofensiva de 1940.